# UFC 105
UFC 105: Couture vs. Vera è stato un evento di arti marziali miste tenuto dalla Ultimate Fighting Championship il 14 novembre 2009 presso il Evening News Arena di Manchester, Regno Unito.

## Background
L'evento doveva inizialmente ospitare l'incontro valevole per la cintura dei pesi leggeri tra B.J. Penn e Diego Sanchez, ma tale match venne spostato all'evento UFC 107.
Dovevano lottare in questo evento anche Antônio Rogério Nogueira e Luiz Cané, ma l'incontro venne posticipato di data.
Dan Hardy avrebbe dovuto affrontare Kim Dong-Hyun, ma quest'ultimo si infortunò e venne sostituito da Mike Swick per un match che vide in palio un posto come sfidante al campione dei pesi welter Georges St-Pierre.
Saltò anche l'incontro tra Peter Sobotta e DaMarques Johnson per impegni militari del primo.

## Risultati

### Card preliminare
- Incontro categoria Pesi Leggeri:  Andre Winner contro  Rolando Delgado

Winner sconfisse Delgado per KO (pugno) a 3:22 del primo round.
- Incontro categoria Pesi Mediomassimi:  Alexander Gustafsson contro  Jared Hamman

Gustafsson sconfisse Hamman per KO (pugni) a 0:41 del primo round.
- Incontro categoria Pesi Leggeri:  Paul Kelly contro  Dennis Siver

Siver sconfisse Kelly per KO Tecnico (calcio rotante all'indietro e pugni) a 2:53 del secondo round.
- Incontro categoria Pesi Welter:  Nick Osipczak contro  Matthew Riddle

Osipczak sconfisse Riddle per KO Tecnico (pugni) a 3:53 del terzo round.
- Incontro categoria Pesi Leggeri:  Terry Etim contro  Shannon Gugerty

Etim sconfisse Gugerty per sottomissione (strangolamento a ghigliottina) a 1:24 del secondo round.
- Incontro categoria Pesi Welter:  Paul Taylor contro  John Hathaway

Hathaway sconfisse Taylor per decisione unanime (30–27, 30–27, 30–26).

### Card principale
- Incontro categoria Pesi Leggeri:  Ross Pearson contro  Aaron Riley

Pearson sconfisse Riley per KO Tecnico (stop medico) a 4:34 del secondo round.
- Incontro categoria Pesi Welter:  James Wilks contro  Matt Brown

Brown sconfisse Wilks per KO Tecnico (pugni) a 2:26 del terzo round.
- Incontro categoria Pesi Medi:  Michael Bisping contro  Denis Kang

Bisping sconfisse Kang per KO Tecnico (ginocchiate al corpo e pugni) a 4:24 del secondo round.
- Incontro categoria Pesi Welter:  Mike Swick contro  Dan Hardy

Hardy sconfisse Swick per decisione unanime (30–27, 30–27, 29–28).
- Incontro categoria Pesi Mediomassimi:  Randy Couture contro  Brandon Vera

Couture sconfisse Vera per decisione unanime (29–28, 29–28, 29–28).

## Premi
Ai vincitori sono stati assegnati 40.000$ per i seguenti premi:
- Fight of the Night:  Michael Bisping contro  Denis Kang
- Knockout of the Night:  Dennis Siver
- Submission of the Night:  Terry Etim